# Quirino, Mexiko
Quirino är en ort i Mexiko.   Den ligger i kommunen Degollado och delstaten Jalisco, i den centrala delen av landet, 300 km väster om huvudstaden Mexico City. Quirino ligger 1 740 meter över havet och antalet invånare är 277.
Terrängen runt Quirino är kuperad norrut, men söderut är den platt. Runt Quirino är det ganska tätbefolkat, med 70 invånare per kvadratkilometer. Närmaste större samhälle är Degollado, 7,6 km öster om Quirino. I omgivningarna runt Quirino växer huvudsakligen savannskog.